# Susanna Bergman
Susanna Bergman, född 20 december 1958,  är en svensk före detta friidrottare (kortdistanslöpning). Hon tävlade för klubben Utby IK. Hon är Stor grabb nummer 375 i friidrott.

## Personliga rekord
- 100 meter - 12,10 (Göteborg 22 maj 1984)
- 200 meter - 24,40 (Karlskrona 3 augusti 1986)
- 400 meter - 54,40 (Örebro 23 juli 1983)